# Dmitri Shostakovitch
Dmitri Dmitriyevich Shostakovich  (25 de Setembro [Calend. juliano: 12 de Setembro] 1906 – 9 de agosto de 1975) foi um compositor e pianista russo da era soviética que se tornou internacionalmente conhecido após a estreia de sua Primeira Sinfonia em 1926 e foi considerado ao longo de sua vida como um grande compositor.
Shostakovich alcançou fama precoce na União Soviética, mas teve uma relação complexa com seu governo. Sua ópera Lady Macbeth of Mtsensk de 1934 foi inicialmente um sucesso, mas acabou sendo condenada pelo governo soviético, colocando sua carreira em risco. Em 1948 seu trabalho foi denunciado sob a Doutrina Zhdanov, com consequências profissionais que duraram vários anos. Mesmo depois que sua censura foi rescindida em 1956, as apresentações de sua música foram ocasionalmente sujeitas a intervenções estatais, como em sua Décima Terceira Sinfonia (1962). Shostakovich foi membro do Soviete Supremo da Rússia (1947) e do Soviete Supremo da União Soviética (de 1962 até sua morte), bem como presidente da União dos Compositores Russos (1960–1968). Ao longo de sua carreira, conquistou diversos prêmios importantes, entre eles a Ordem de Lenin, do governo soviético.
Shostakovich combinou uma variedade de diferentes técnicas em suas obras. Sua música é caracterizada por contrastes agudos, elementos do grotesco e tonalidade ambivalente; ele também foi fortemente influenciado pelo neoclassicismo e pelo romantismo tardio de Gustav Mahler. Suas obras orquestrais incluem 15 sinfonias e seis concertos (dois para piano, violino e violoncelo). Suas obras de câmara incluem 15 quartetos de cordas, um quinteto de piano e dois trios de piano. Suas obras para piano solo incluem duas sonatas, um conjunto inicial de 24 prelúdios e um conjunto posterior de 24 prelúdios e fugas. As obras de palco incluem três óperas completas e três balés. Shostakovich também escreveu vários ciclos de canções e uma quantidade substancial de música para teatro e cinema.
A reputação de Shostakovich continuou a crescer após sua morte. O interesse acadêmico aumentou significativamente desde o final do século XX, incluindo um debate considerável sobre a relação entre sua música e suas atitudes em relação ao governo soviético.

## Biografia

### Juventude

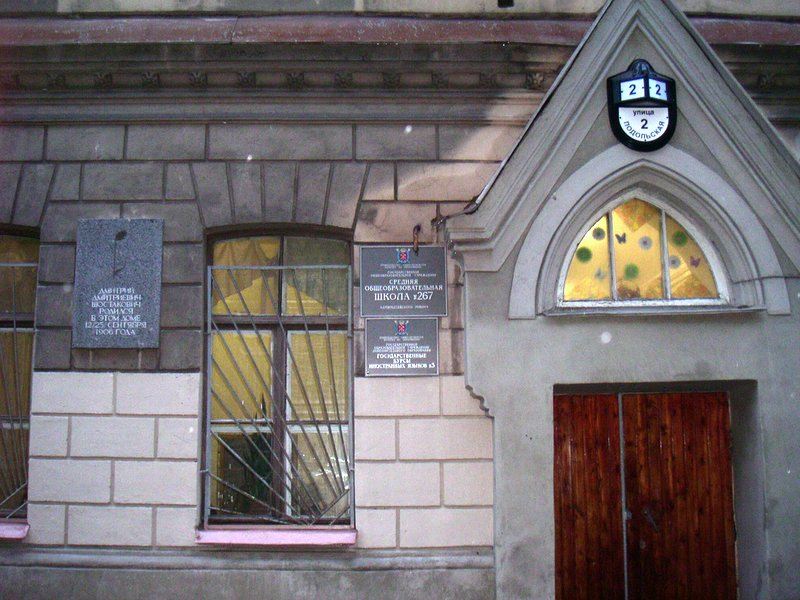
Local de nascimento de Shostakovich (agora Escola No. 267). Placa comemorativa à esquerda

Nascido em uma família russa que vivia na Rua Podolskaya em São Petersburgo, Império Russo, Shostakovich foi o segundo dos três filhos de Dmitri Boleslavovich Shostakovich e Sofiya Vasilievna Kokoulina. Os antepassados imediatos de Shostakovich vieram da Sibéria,  mas seu avô paterno, Bolesław Szostakowicz, era descendente de poloneses católicos romanos, traçando suas raízes familiares para a região da cidade de Vileyka na atual Bielorrússia. Um revolucionário polonês na Revolta de janeiro de 1863-64, Szostakowicz foi exilado em Narym em 1866 na repressão que se seguiu à tentativa de assassinato de Dmitry Karakozov contra o czar Alexandre II. Quando seu período de exílio terminou, Szostakowicz decidiu permanecer na Sibéria. Ele acabou se tornando um banqueiro de sucesso em Irkutsk e criou uma grande família. Seu filho Dmitri Boleslavovich Shostakovich, pai do compositor, nasceu no exílio em Narym em 1875 e estudou física e matemática na Universidade de São Petersburgo, graduando-se em 1899. Ele então foi trabalhar como engenheiro sob Dmitri Mendeleev no Bureau de Pesos e Medidas em São Petersburgo. Em 1903, ele se casou com outra imigrante siberiana na capital, Sofiya Vasilievna Kokoulina, uma dos seis filhos de um russo siberiano. 
O filho deles, Dmitri Dmitriyevich Shostakovich, demonstrou talento musical significativo depois que começou a ter aulas de piano com sua mãe aos nove anos de idade. Em várias ocasiões, ele demonstrou uma notável capacidade de lembrar o que sua mãe havia tocado na aula anterior e era "pego em flagrante" tocando a música da aula anterior enquanto fingia ler uma música diferente colocada à sua frente.  Em 1918, ele escreveu uma marcha fúnebre em memória de dois líderes do Partido Constitucional Democrata assassinados por marinheiros bolcheviques. 
Em 1919, aos 13 anos,  Shostakovich foi admitido no Conservatório de Petrogrado, então chefiado por Alexander Glazunov, que acompanhou seu progresso de perto e o promoveu.  Shostakovich estudou piano com Leonid Nikolayev e Elena Rozanova, composição com Maximilian Steinberg, e contraponto e fuga com Nikolay Sokolov, que se tornou seu amigo.  Ele também frequentou as aulas de história da música de Alexander Ossovsky.  Em 1925, ele se matriculou nas aulas de regência de Nikolai Malko,  onde regeu a orquestra do conservatório em uma apresentação privada da Primeira Sinfonia de Beethoven. De acordo com as lembranças do colega de classe do compositor, Valerian Bogdanov-Berezhovsky:

Shostakovich ficou no pódio, brincou com o cabelo e os punhos da jaqueta, olhou em volta para os adolescentes calados com instrumentos prontos e ergueu a batuta. . . . Ele não parou a orquestra, nem fez comentários; ele concentrou toda a sua atenção em aspectos de tempo e dinâmica, que foram claramente exibidos em seus gestos. Os contrastes entre o "Adagio molto" da introdução e o primeiro tema "Allegro con brio" foram bastante marcantes, assim como aqueles entre os acentos percussivos dos acordes (sopros, trompas, cordas pizzicato) e o piano momentaneamente estendido na introdução seguindo eles. No caráter dado ao padrão do primeiro tema, lembro-me, havia ao mesmo tempo esforço vigoroso e leveza; na parte do baixo havia uma flexibilidade enfatizada de articulação delicadamente encadeada. . . . Momentos desse tipo... foram descobertas de uma ordem improvisada, nascidas de uma compreensão intuitivamente refinada do caráter de uma peça e dos elementos da imagem musical embutidos nela. E eles gostaram.
Em 20 de março de 1925, a música de Shostakovich foi tocada pela primeira vez em Moscou, em um programa que incluía também obras de seu amigo Vissarion Shebalin. Para decepção do compositor, a crítica e o público de lá receberam sua música com frieza. Durante sua visita a Moscou, Mikhail Kvadri o apresentou a Mikhail Tukhachevsky,  que ajudou o compositor a encontrar acomodação e trabalho lá, e enviou um motorista para levá-lo a um concerto em "um automóvel muito estiloso". 
A descoberta musical de Shostakovich foi a Primeira Sinfonia, escrita como sua peça de formatura aos 19 anos. Inicialmente, Shostakovich aspirava apenas tocá-lo em particular com a orquestra do conservatório e se preparava para reger ele mesmo o scherzo. No final de 1925, Malko concordou em reger sua estreia com a Orquestra Filarmônica de Leningrado depois que Steinberg e o amigo de Shostakovich, Boleslav Yavorsky, chamaram sua atenção para a sinfonia.  Em 12 de maio de 1926, Malko liderou a estreia da sinfonia; o público recebeu com entusiasmo, exigindo um bis do scherzo. A partir daí, Shostakovich comemorou regularmente a data de sua estreia sinfônica. 

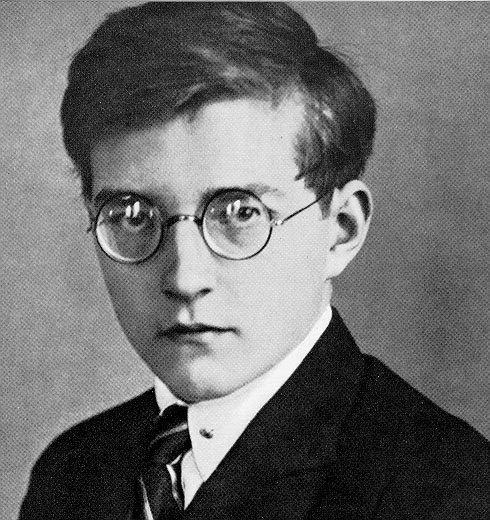
Shostakovitch em 1925

### Início de carreira
Após a formatura, Shostakovich embarcou em uma carreira dupla como pianista concertista e compositor, mas seu estilo seco de teclado era frequentemente criticado.  Shostakovich manteve uma agenda pesada de apresentações até 1930; depois de 1933, ele executou apenas suas próprias composições.  Junto com Yuri Bryushkov, Grigory Ginzburg, Lev Oborin e Josif Shvarts, ele estava entre os competidores soviéticos no primeiro Concurso Internacional de Piano Chopin em Varsóvia em 1927. Bogdanov-Berezhovsky mais tarde lembrou:

A autodisciplina com que o jovem Shostakovich se preparou para a Competição de 1927 [Chopin] foi surpreendente. Por três semanas, ele se trancou em casa, praticando por horas a fio, tendo adiado a composição e desistido das idas ao teatro e das visitas aos amigos. Ainda mais surpreendente foi o resultado dessa reclusão. É claro que, antes dessa época, ele havia jogado de forma soberba e ocasionado os agora famosos relatórios brilhantes de Glazunov. Mas durante aqueles dias, seu pianismo, nitidamente idiossincrático e ritmicamente impulsivo, multi-enxaimel, mas graficamente definido, emergiu em sua forma concentrada.
Natan Perelman, que ouviu Shostakovich tocar seus programas de Chopin antes de ir para Varsóvia, disse que sua forma de tocar "anti-sentimental", que evitava rubato e contrastes dinâmicos extremos, era diferente de tudo que ele já tinha ouvido. Arnold Alschwang chamou a interpretação de Shostakovich de "profunda e sem maneirismos de salão".
Shostakovich foi acometido de apendicite no primeiro dia da competição, mas sua condição melhorou na época de sua primeira apresentação em 27 de janeiro de 1927. (Ele teve seu apêndice removido em 25 de abril) De acordo com Shostakovich, sua forma de tocar caiu nas graças do público. Ele persistiu na rodada final da competição, mas acabou ganhando apenas um diploma, nenhum prêmio; Oborin foi declarado o vencedor. Shostakovich ficou chateado com o resultado, mas por um tempo resolveu continuar a carreira como artista. Enquanto se recuperava de sua apendicectomia em abril de 1927, Shostakovich disse que estava começando a reavaliar esses planos:

Quando estava bem, praticava piano todos os dias. Eu queria continuar assim até o outono e depois decidir. Se eu visse que não melhorei, desistiria de todo o negócio. Ser um pianista pior do que Stanisław Szpinalski, Róża Etkin-Moszkowska, Ginzburg e Bryushkov (é comum pensar que sou pior do que eles) não vale a pena. 
Após a competição, Shostakovich e Oborin passaram uma semana em Berlim. Lá ele conheceu o maestro Bruno Walter, que ficou tão impressionado com a Primeira Sinfonia de Shostakovich que regeu sua primeira apresentação fora da Rússia no final daquele ano. Leopold Stokowski liderou a estreia americana no ano seguinte na Filadélfia e também fez a primeira gravação da obra.  
Em 1927, Shostakovich escreveu sua Segunda Sinfonia (com o subtítulo To October), uma peça patriótica com um final coral pró-soviético. Devido ao seu modernismo, não encontrou o mesmo entusiasmo do seu Primeiro.  Este ano também marcou o início da estreita amizade de Shostakovich com o musicólogo e crítico de teatro Ivan Sollertinsky, que ele conheceu em 1921 por meio de seus amigos em comum Lev Arnshtam e Lydia Zhukova. Shostakovich disse mais tarde que Sollertinsky "ensinou [ele]  a entender e amar grandes mestres como Brahms, Mahler e Bruckner" e que incutiu nele "um interesse pela música... de Bach a Offenbach".
Enquanto escrevia a Segunda Sinfonia, Shostakovich também começou a trabalhar em sua ópera satírica O Nariz, baseada na história de Nikolai Gogol. Em junho de 1929, contra a vontade do compositor, a ópera foi apresentada em concerto; foi ferozmente atacado pela Associação Russa de Músicos Proletários (RAPM).  Sua estreia no palco em 18 de janeiro de 1930 abriu para críticas geralmente ruins e incompreensão generalizada entre os músicos.  No final dos anos 1920 e início dos anos 1930, Shostakovich trabalhou no TRAM, um teatro juvenil proletário. Embora tenha feito pouco trabalho neste cargo, isso o protegeu de ataques ideológicos. Grande parte desse período foi gasto escrevendo sua ópera Lady Macbeth of Mtsensk, que foi apresentada pela primeira vez em 1934. Inicialmente, foi um sucesso imediato, tanto no nível popular quanto no oficial. Foi descrita como "o resultado do sucesso geral da construção socialista, da política correta do Partido" e como uma ópera que "só poderia ter sido escrita por um compositor soviético criado na melhor tradição da cultura soviética". 
Shostakovich se casou com sua primeira esposa, Nina Varzar, em 1932. As dificuldades levaram ao divórcio em 1935, mas o casal logo se casou novamente quando Nina engravidou de sua primeira filha, Galina. 

### Primeira denúncia

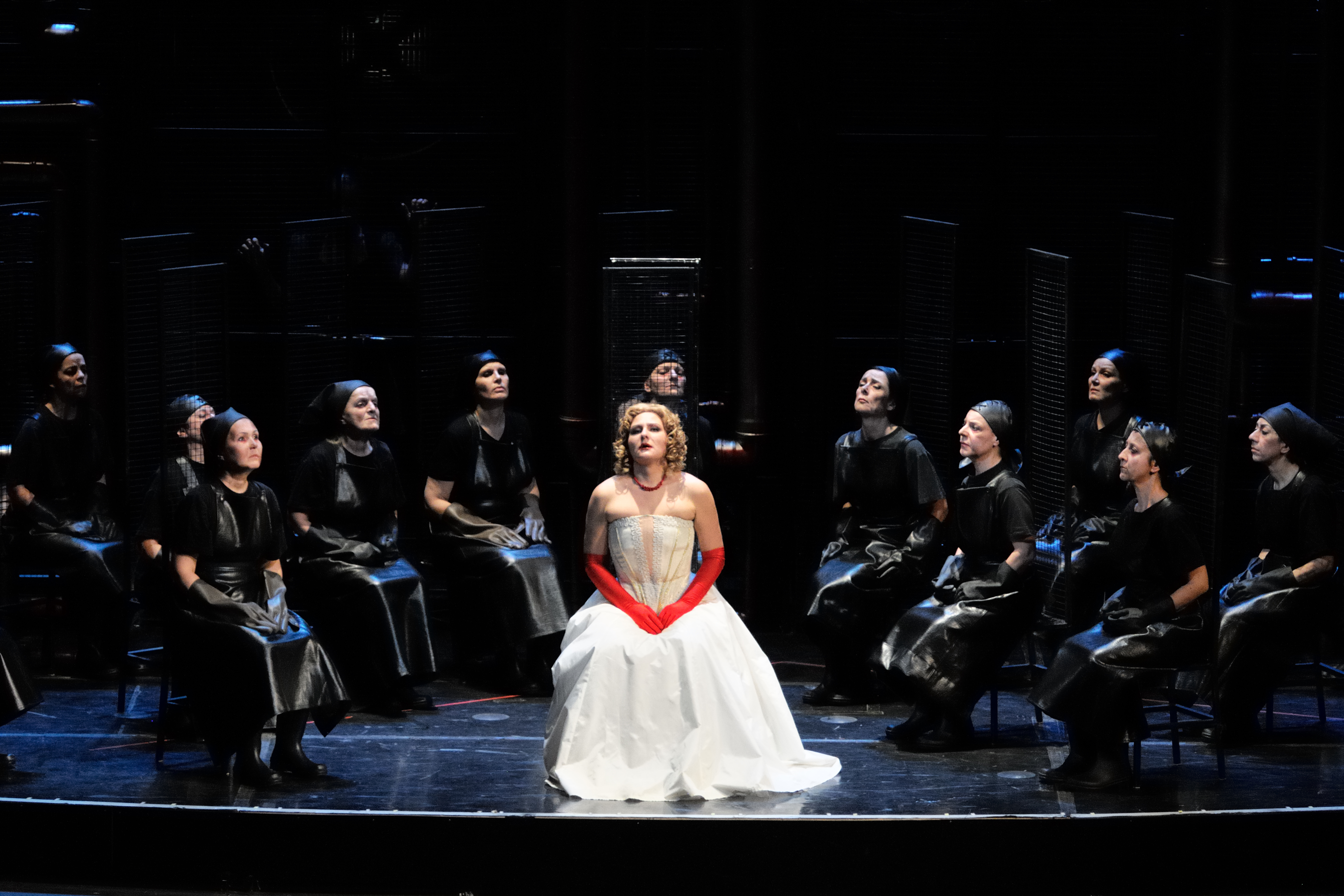
Produção de Lady Macbeth of Mtsensk pela Helikon Opera em 2014

Em 17 de janeiro de 1936, Joseph Stalin fez uma rara visita à ópera para a apresentação de uma nova obra, Quiet Flows the Don, baseada no romance de Mikhail Sholokhov, do pouco conhecido compositor Ivan Dzerzhinsky, que foi chamado ao camarote de Stalin no final da apresentação e disse que sua obra tinha "considerável valor político-ideológico".  Em 26 de janeiro, Stalin revisitou a ópera, acompanhado por Vyacheslav Molotov, Andrei Zhdanov e Anastas Mikoyan, para ouvir Lady Macbeth do distrito de Mtsensk. Ele e sua comitiva saíram sem falar com ninguém. Shostakovich havia sido avisado por um amigo de que deveria adiar uma turnê planejada em Arcangel para estar presente naquela apresentação em particular. Relatos de testemunhas oculares testemunham que Shostakovich estava "branco como uma folha" quando foi fazer sua reverência após o terceiro ato.
No dia seguinte, Shostakovich partiu para Arkhangelsk, onde ouviu em 28 de janeiro que o Pravda havia publicado um editorial intitulado "Confusão em vez de música", reclamando que a ópera era um "fluxo de sons deliberadamente dissonante e confuso ... [que] charlatães, vaias, calças e suspiros."  Shostakovich continuou sua turnê de apresentações conforme programado, sem interrupções. De Arkhangelsk, ele instruiu Isaac Glikman a assinar um serviço de mídia.  O editorial foi o sinal para uma campanha nacional, durante a qual até mesmo os críticos de música soviéticos que elogiaram a ópera foram forçados a se retratar na imprensa, dizendo que "falharam em detectar as deficiências de Lady Macbeth apontadas pelo Pravda ". Houve resistência daqueles que admiravam Shostakovich, incluindo Sollertinsky, que compareceu a uma reunião de compositores em Leningrado convocada para denunciar a ópera e, em vez disso, elogiou-a. Dois outros oradores o apoiaram. Quando Shostakovich voltou a Leningrado, recebeu um telefonema do comandante do Distrito Militar de Leningrado, a quem o marechal Mikhail Tukhachevsky havia solicitado para se certificar de que estava bem. Quando o escritor Isaac Babel foi preso quatro anos depois, ele disse a seus interrogadores que "era um terreno comum para nós proclamarmos o gênio do menosprezado Shostakovich". 
Em 6 de fevereiro, Shostakovich foi novamente atacado no Pravda, desta vez por seu leve balé cômico The Limpid Stream, que foi denunciado porque "estrangula e não expressa nada" e não dá uma imagem precisa da vida camponesa em uma fazenda coletiva.  Com medo de ser preso, Shostakovich conseguiu um encontro com o presidente do Comitê Estadual de Cultura da URSS, Platon Kerzhentsev, que relatou a Stalin e Molotov que havia instruído o compositor a "rejeitar erros formalistas e em seu arte alcançar algo que possa ser entendido pelas grandes massas", e que Shostakovich admitiu estar errado e pediu um encontro com Stalin, que não foi concedido. 
A campanha do Pravda contra Shostakovich fez com que suas encomendas e aparições em concertos e apresentações de sua música diminuíssem acentuadamente. Seus ganhos mensais caíram de uma média de 12.000 rublos para apenas 2.000. 
1936 marcou o início do Grande Terror, no qual muitos amigos e parentes de Shostakovich foram presos ou mortos. Estes incluíram Tukhachevsky, executado em 12 de junho de 1937; seu cunhado Vsevolod Frederiks, que acabou sendo libertado, mas morreu antes de voltar para casa; seu amigo íntimo Nikolai Zhilyayev, um musicólogo que ensinou Tukhachevsky, foi executado; sua sogra, a astrônoma Sofiya Mikhaylovna Varzar,  que foi enviada para um acampamento em Qarağandı e posteriormente libertada; sua amiga, a escritora marxista Galina Serebryakova, que passou 20 anos no gulag; seu tio Maxim Kostrykin (morreu); e seus colegas Boris Kornilov (executado) e Adrian Piotrovsky (executado). 
A filha de Shostakovich, Galina, nasceu durante esse período em 1936; seu filho Maxim nasceu dois anos depois.

### Retirada da Quarta Sinfonia

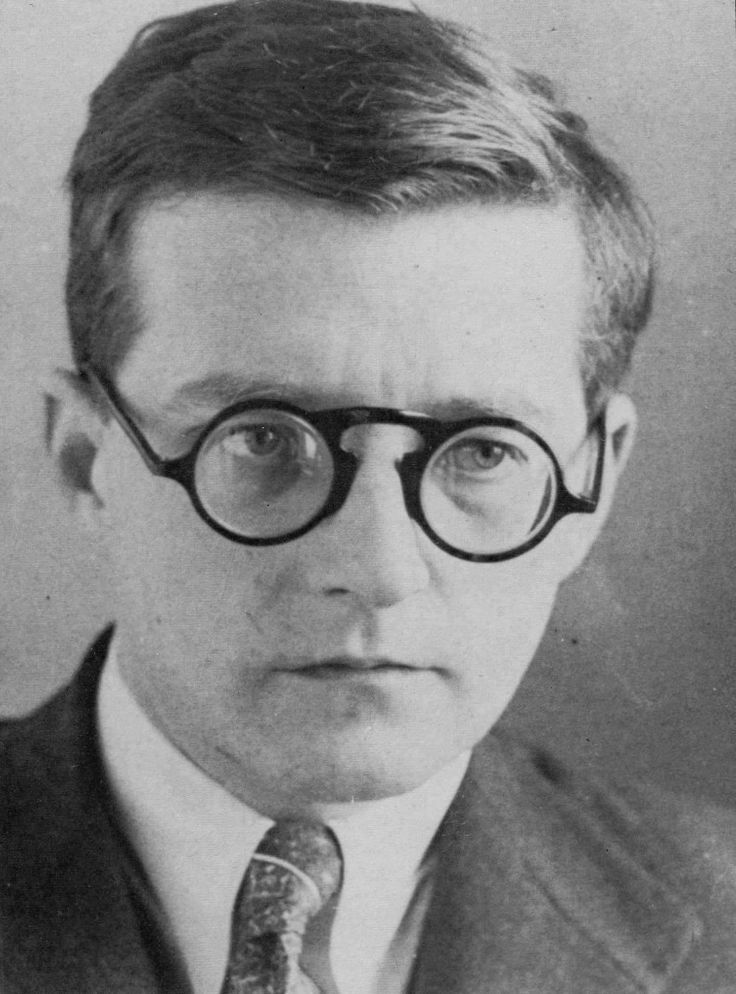
Shostakovich antes de 1941

A publicação dos editoriais do Pravda coincidiu com a composição da Quarta Sinfonia de Shostakovich. O trabalho deu continuidade a uma mudança em seu estilo, influenciado pela música de Mahler, e deu-lhe problemas enquanto tentava reformar seu estilo. Apesar dos artigos do Pravda, ele continuou a compor a sinfonia e planejou uma estreia no final de 1936. Os ensaios começaram naquele dezembro, mas de acordo com Isaac Glikman, que havia assistido aos ensaios com o compositor, o gerente da Filarmônica de Leningrado convenceu Shostakovich a retirar a sinfonia.  Shostakovich não repudiou a obra e manteve sua designação como sua Quarta Sinfonia. (Uma redução para dois pianos foi realizada e publicada em 1946,  e a obra foi finalmente estreada em 1961).
Nos meses entre a retirada da Quarta Sinfonia e a conclusão da Quinta em 20 de julho de 1937, a única obra de concerto que Shostakovich compôs foram os Quatro Romances sobre Textos de Pushkin. 

### Quinta Sinfonia e retorno ao favor
A resposta do compositor à sua denúncia foi a Quinta Sinfonia de 1937, musicalmente mais conservadora do que suas obras recentes. Estreado em 21 de novembro de 1937 em Leningrado, foi um sucesso fenomenal. A Quinta levou muitos às lágrimas e emoções crescentes.  Mais tarde, o suposto livro de memórias de Shostakovich, Testimony, declarou: "Eu nunca vou acreditar que um homem que não entendeu nada poderia sentir a Quinta Sinfonia. Claro que eles entenderam, eles entenderam o que estava acontecendo ao seu redor e eles entenderam do que se tratava a Quinta." 
O sucesso colocou Shostakovich em boa posição mais uma vez. Os críticos de música e as autoridades, incluindo aqueles que o haviam acusado anteriormente de formalismo, afirmaram que ele havia aprendido com seus erros e se tornado um verdadeiro artista soviético. Em um artigo de jornal publicado sob o nome de Shostakovich, o Quinto foi caracterizado como "A resposta criativa de um artista soviético à crítica justa".  O compositor Dmitry Kabalevsky, que estava entre aqueles que se desassociaram de Shostakovich quando o artigo do Pravda foi publicado, elogiou a Quinta e parabenizou Shostakovich por "não ter cedido às tentações sedutoras de seus modos 'errôneos' anteriores".
Foi também nessa época que Shostakovich compôs o primeiro de seus quartetos de cordas. Em setembro de 1937, ele começou a ensinar composição no Conservatório de Leningrado, o que lhe proporcionou alguma segurança financeira.

### Segunda Guerra Mundial
Em 1939, antes que as forças soviéticas tentassem invadir a Finlândia, o secretário do Partido de Leningrado, Andrei Zhdanov, encomendou uma peça comemorativa de Shostakovich, a Suíte sobre Temas Finlandeses, para ser executada enquanto as bandas marciais do Exército Vermelho desfilavam por Helsinque. A Guerra de Inverno foi uma experiência amarga para o Exército Vermelho, o desfile nunca aconteceu e Shostakovich nunca reivindicou a autoria desta obra.  Não foi realizada até 2001. Após a eclosão da guerra entre a União Soviética e a Alemanha em 1941, Shostakovich inicialmente permaneceu em Leningrado. Ele tentou se alistar nas forças armadas, mas foi rejeitado por causa de sua visão deficiente. Para compensar, ele se tornou voluntário da brigada de bombeiros do Conservatório de Leningrado e fez uma transmissão de rádio para o povo soviético. A fotografia para a qual posou foi publicada em jornais de todo o país. 
A contribuição de guerra mais famosa de Shostakovich foi a Sétima Sinfonia. O compositor escreveu os três primeiros movimentos em Leningrado durante o cerco; ele completou o trabalho em Kuybyshev (agora Samara), para onde ele e sua família foram evacuados.  De acordo com um discurso de rádio que fez em 17 de setembro de 1941, ele continuou a trabalhar na sinfonia para mostrar a seus concidadãos que todos tinham um "dever de soldado" para garantir que a vida continuasse. Em outro artigo escrito em 8 de outubro, ele escreveu que a Sétima era uma "sinfonia sobre nossa época, nosso povo, nossa guerra sagrada e nossa vitória". Shostakovich terminou sua Sétima Sinfonia em 27 de dezembro.  A sinfonia foi estreada pela Orquestra do Teatro Bolshoi em Kuibyshev em 29 de março e logo apresentada em Londres e nos Estados Unidos.  Posteriormente, foi realizada em Leningrado, enquanto a cidade ainda estava sob cerco. A orquestra remanescente da cidade tinha apenas 14 músicos restantes, o que levou o maestro Karl Eliasberg a reforçá-la recrutando qualquer um que soubesse tocar um instrumento.
A família Shostakovich mudou-se para Moscou na primavera de 1943, quando o Exército Vermelho estava na ofensiva. Como resultado, as autoridades soviéticas e o público internacional ficaram intrigados com o tom trágico da Oitava Sinfonia, que na imprensa ocidental adquiriu brevemente o apelido de "Sinfonia de Stalingrado . A sinfonia foi recebida mornamente na União Soviética e no Ocidente. Olin Downes expressou sua decepção com a peça, mas Carlos Chávez, que havia regido a estreia mexicana da sinfonia, a elogiou muito.
Shostakovich havia expressado já em 1943 sua intenção de encerrar sua trilogia de sinfonias do tempo de guerra com uma grandiosa Nona. Em 16 de janeiro de 1945, ele anunciou a seus alunos que havia começado a trabalhar em seu primeiro movimento no dia anterior. Em abril, seu amigo Isaac Glikman ouviu uma extensa parte do primeiro movimento, observando que era "majestoso em escala, em pathos, em seu movimento de tirar o fôlego".  Pouco tempo depois, Shostakovich parou de trabalhar nesta versão da Nona, que permaneceu perdida até que a musicóloga Ol'ga Digonskaya a redescobriu em dezembro de 2003. Shostakovich começou a compor sua Nona Sinfonia real e não relacionada no final de julho de 1945; ele o completou em 30 de agosto. Era mais curto e de textura mais leve do que seus antecessores. Gavriil Popov escreveu que era "esplêndido em sua alegria de viver, alegria, brilho e pungência!"  Em 1946, foi alvo de críticas oficiais. Israel Nestyev perguntou se era o momento certo para "um interlúdio leve e divertido entre as criações significativas de Shostakovich, uma rejeição temporária de grandes e sérios problemas em prol de ninharias lúdicas e enfeitadas com filigrana".  O New York World-Telegram de 27 de julho de 1946 foi igualmente desdenhoso: "O compositor russo não deveria ter expressado seus sentimentos sobre a derrota do nazismo de maneira tão infantil". Shostakovich continuou a compor música de câmara, notadamente seu Segundo Trio para Piano, dedicado à memória de Sollertinsky, com um final de inspiração judaica.
Em 1947, Shostakovich foi nomeado deputado do Soviete Supremo da Rússia. 

### Segunda denúncia
Em 1948, Shostakovich, junto com muitos outros compositores, foi novamente denunciado por formalismo no decreto Zhdanov. Andrei Zhdanov, presidente do Soviete Supremo da Rússia, acusou os compositores (incluindo Sergei Prokofiev e Aram Khachaturian) de escrever música formalista e inadequada. Isso fazia parte de uma campanha antiformalista contínua destinada a erradicar toda a influência da composição ocidental, bem como qualquer produção percebida como "não russa". A conferência resultou na publicação do Decreto do Comitê Central "Sobre a ópera de V. Muradeli , A Grande Amizade", que visava todos os compositores soviéticos e exigia que eles escrevessem apenas música "proletária" ou música para as massas. Os compositores acusados, incluindo Shostakovich, foram convocados para apresentar desculpas públicas perante o comitê.  A maioria das obras de Shostakovich foram proibidas, e sua família teve seus privilégios retirados. Yuri Lyubimov diz que nessa época "ele esperou sua prisão à noite no patamar do elevador, para que pelo menos sua família não fosse incomodada". 
As consequências do decreto para os compositores foram duras. Shostakovich estava entre os demitidos do Conservatório. Para ele, a perda de dinheiro talvez tenha sido o golpe mais pesado. Outros ainda no Conservatório experimentaram uma atmosfera carregada de suspeita. Ninguém queria que a sua obra fosse entendida como formalista, por isso muitos recorriam a acusar os colegas de escrever ou executar música antiproletária.
Durante os anos seguintes, Shostakovich compôs três categorias de trabalho: música para filmes para pagar o aluguel, obras oficiais destinadas a garantir a reabilitação oficial e obras sérias "para a gaveta da escrivaninha". O último incluiu o Concerto para violino nº 1 e o ciclo de canções From Jewish Folk Poetry. O ciclo foi escrito numa época em que a campanha anti-semita do pós-guerra já estava em andamento, com prisões generalizadas, inclusive de Dobrushin e Yiditsky, os compiladores do livro do qual Shostakovich tirou seus textos. 
As restrições à música e aos arranjos de vida de Shostakovich foram amenizadas em 1949, quando Stalin decidiu que os soviéticos precisavam enviar representantes artísticos ao Congresso Cultural e Científico para a Paz Mundial na cidade de Nova York, e que Shostakovich deveria estar entre eles. Para Shostakovich, foi uma experiência humilhante, culminando em uma coletiva de imprensa em Nova York, na qual se esperava que ele lesse um discurso preparado. Nicolas Nabokov, que estava presente na plateia, testemunhou Shostakovich começando a ler "com uma voz nervosa e trêmula" antes de ter que interromper "e o discurso foi continuado em inglês por um suave barítono de rádio".  Plenamente ciente de que Shostakovich não era livre para dizer o que pensava, Nabokov perguntou-lhe publicamente se ele apoiava a então recente denúncia da música de Stravinsky na União Soviética. Grande admirador de Stravinsky e influenciado por sua música, Shostakovich não teve alternativa a não ser responder afirmativamente. Nabokov não hesitou em escrever que isso demonstrava que Shostakovich "não era um homem livre, mas uma ferramenta obediente de seu governo".  Shostakovich nunca perdoou Nabokov por esta humilhação pública.  Nesse mesmo ano, ele foi obrigado a compor a cantata Canção das Florestas, que elogiava Stalin como o "grande jardineiro".
A morte de Stalin em 1953 foi o maior passo para a reabilitação de Shostakovich como artista criativo, marcada por sua Décima Sinfonia. Ele apresenta uma série de citações e códigos musicais (notavelmente os motivos DSCH e Elmira, Elmira Nazirova sendo uma pianista e compositora que estudou com Shostakovich no ano anterior à sua demissão do Conservatório de Moscou),  cujo significado ainda é debatido, enquanto o selvagem segundo movimento, de acordo com Testimony, pretende ser um retrato musical de Stalin. A Décima está ao lado da Quinta e da Sétima como uma das obras mais populares de Shostakovich. 1953 também viu uma série de estreias das obras da "gaveta da mesa".

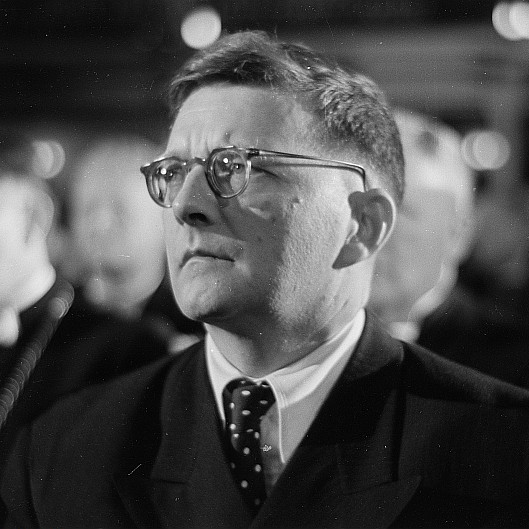
Shostakovich, na plateia da celebração de Bach em 28 de julho de 1950.

Durante as décadas de 1940 e 1950, Shostakovich teve um relacionamento próximo com duas de suas alunas, Galina Ustvolskaya e Elmira Nazirova. No pano de fundo de tudo isso permaneceu o primeiro casamento aberto de Shostakovich com Nina Varzar até sua morte em 1954. Ele ensinou Ustvolskaya de 1939 a 1941 e depois de 1947 a 1948. A natureza de seu relacionamento está longe de ser clara: Mstislav Rostropovich o descreveu como "terno". Ustvolskaya rejeitou uma proposta de casamento dele após a morte de Nina.  A filha de Shostakovich, Galina, lembrou-se de seu pai consultando ela e Maxim sobre a possibilidade de Ustvolskaya se tornar sua madrasta.   O amigo de Ustvolskaya, Viktor Suslin, disse que ela ficou "profundamente desapontada com o silêncio conspícuo [de Shostakovich]" quando sua música enfrentou críticas após sua graduação no Conservatório de Leningrado. A relação com Nazirova parece ter sido unilateral, expressa em grande parte em suas cartas para ela, e pode ser datada de cerca de 1953 a 1956. Ele se casou com sua segunda esposa, a ativista do Komsomol Margarita Kainova, em 1956; o casal provou ser incompatível e se divorciou cinco anos depois. 
Em 1954, Shostakovich escreveu a Festive Overture, opus 96; foi usada como música tema dos Jogos Olímpicos de Verão de 1980. (Opus 76a: Finale foi tocado enquanto o caldeirão era aceso nos Jogos Olímpicos de Verão de 2004 em Atenas, Grécia) 
Em 1959, Shostakovich apareceu no palco em Moscou no final de um concerto de sua Quinta Sinfonia, parabenizando Leonard Bernstein e a Orquestra Filarmônica de Nova York por sua apresentação (parte de uma turnê pela União Soviética). Mais tarde naquele ano, Bernstein e a Filarmônica gravaram a sinfonia em Boston para a Columbia Records.

### Juntando-se ao partido
O ano de 1960 marcou outra virada na vida de Shostakovich: ele ingressou no Partido Comunista. O governo queria nomeá-lo presidente do Sindicato dos Compositores RSFSR, mas para ocupar esse cargo ele era obrigado a ser membro do Partido. Entendeu-se que Nikita Khrushchev, o primeiro secretário do Partido Comunista de 1953 a 1964, estava procurando apoio das principais fileiras da intelligentsia em um esforço para criar um melhor relacionamento com os artistas da União Soviética.  Este evento foi interpretado de várias maneiras como uma demonstração de compromisso, uma marca de covardia, resultado de pressão política e sua livre decisão. Por um lado, o aparato era menos repressivo do que antes da morte de Stalin. Por outro lado, seu filho lembrou que o evento levou Shostakovich às lágrimas,  e que mais tarde ele disse a sua esposa Irina que havia sido chantageado. Lev Lebedinsky disse que o compositor era suicida.  Em 1960, foi nomeado presidente da União dos Compositores Russos; de 1962 até sua morte, ele também serviu como delegado no Soviete Supremo da URSS.  Ao ingressar no partido, Shostakovich também se comprometeu a finalmente escrever a homenagem a Lenin que havia prometido antes. Sua Décima Segunda Sinfonia, que retrata a Revolução Bolchevique e foi concluída em 1961, foi dedicada a Lenin e chamada de "O Ano de 1917".

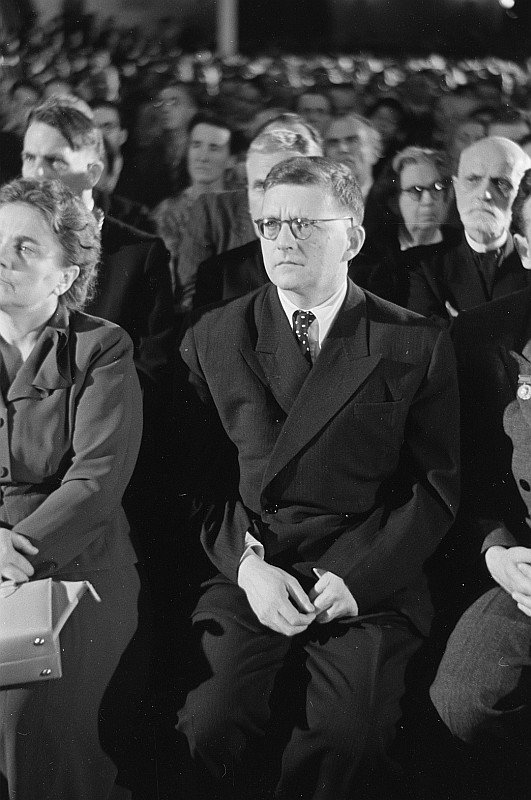
Shostakovich em 1950

A resposta musical de Shostakovich a essas crises pessoais foi o Oitavo Quarteto de Cordas, composto em apenas três dias. Ele subtitulou a peça "Às vítimas do fascismo e da guerra",  ostensivamente em memória do Bombardeamento de Dresden ocorrido em 1945. No entanto, como a Décima Sinfonia, o quarteto incorpora citações de várias de suas obras anteriores e seu monograma musical. Shostakovich confessou a seu amigo Isaac Glikman: "Comecei a pensar que, se algum dia eu morrer, provavelmente ninguém escreverá uma obra em minha memória, então é melhor eu mesmo escrever uma." Vários dos colegas de Shostakovich, incluindo Natalya Vovsi-Mikhoels  e o violoncelista Valentin Berlinsky,  também estavam cientes da intenção biográfica do Oitavo Quarteto. Peter J. Rabinowitz também apontou para referências secretas ao Metamorfose de Richard Strauss nele.
Em 1962, Shostakovich casou-se pela terceira vez, com Irina Supinskaya. Em uma carta a Glikman, ele escreveu: "seu único defeito é ter 27 anos. Em todos os outros aspectos ela é esplêndida: inteligente, alegre, direta e muito simpática."  De acordo com Galina Vishnevskaya, que conhecia bem os Shostakoviches, este casamento foi muito feliz: "Foi com ela que Dmitri Dmitriyevich finalmente veio conhecer a paz doméstica. . . Certamente, ela prolongou sua vida por vários anos."  Em novembro, ele regeu publicamente pela única vez em sua vida, conduzindo algumas de suas próprias obras em Gorky;  caso contrário, ele se recusou a reger, alegando nervosismo e problemas de saúde.
Naquele ano, Shostakovich voltou a abordar o assunto do anti-semitismo em sua Décima Terceira Sinfonia (com o subtítulo Babi Yar). A sinfonia apresenta uma série de poemas de Ievguêni Ievtuchenko, o primeiro dos quais comemora um massacre de judeus ucranianos durante a Segunda Guerra Mundial. As opiniões estão divididas sobre o tamanho do risco: o poema foi publicado na mídia soviética e não foi banido, mas permaneceu controverso. Após a estreia da sinfonia, Yevtushenko foi forçado a adicionar uma estrofe ao seu poema que dizia que russos e ucranianos haviam morrido junto com os judeus em Babi Yar.
Em 1965, Shostakovich levantou a voz em defesa do poeta Joseph Brodsky, que foi condenado a cinco anos de exílio e trabalhos forçados. Shostakovich co-assinou protestos com Yevtushenko, outros artistas soviéticos Kornei Tchukóvski, Anna Akhmátova, Samuil Marshak e o filósofo francês Jean-Paul Sartre. Após os protestos, a sentença foi comutada e Brodsky voltou para Leningrado.

### Vida posterior
Em 1964, Shostakovich compôs a música para o filme russo Hamlet, que foi avaliado favoravelmente pelo The New York Times: "Mas a falta dessa estimulação auditiva - das palavras eloquentes de Shakespeare - é recompensada em certa medida por uma trilha sonora esplêndida e emocionante de Dmitri Shostakovich. Isso tem grande dignidade e profundidade e, às vezes, uma selvageria apropriada ou uma leviandade apropriada".
Mais tarde, Shostakovich sofreu de problemas crônicos de saúde, mas resistiu a desistir de cigarros e vodca. A partir de 1958, ele sofreu de uma condição debilitante que afetou particularmente sua mão direita, forçando-o a desistir de tocar piano; em 1965, foi diagnosticado como poliomielite, mas o consenso sobre seu diagnóstico não é claro. Ele também sofreu ataques cardíacos em 1966,  1970, e 1971, bem como várias quedas em que quebrou ambas as pernas; em 1967, ele escreveu em uma carta: "Meta alcançada até agora: 75% (perna direita quebrada, perna esquerda quebrada, mão direita defeituosa). Tudo o que preciso fazer agora é destruir a mão esquerda e então 100% das minhas extremidades estarão fora de ordem." 
Uma preocupação com sua própria mortalidade permeia as obras posteriores de Shostakovich, como os últimos quartetos e a Décima Quarta Sinfonia de 1969 (um ciclo de canções baseado em vários poemas sobre o tema da morte). Esta peça também mostra Shostakovich em sua linguagem musical mais extrema, com temas de 12 tons e polifonia densa por toda parte. Ele dedicou a décima quarta a seu amigo Benjamin Britten, que conduziu sua estreia ocidental no Festival de Aldeburgh de 1970. A Décima Quinta Sinfonia de 1971 é, ao contrário, de natureza melódica e retrospectiva, citando Wagner, Rossini e a Quarta Sinfonia do próprio compositor.

### Morte

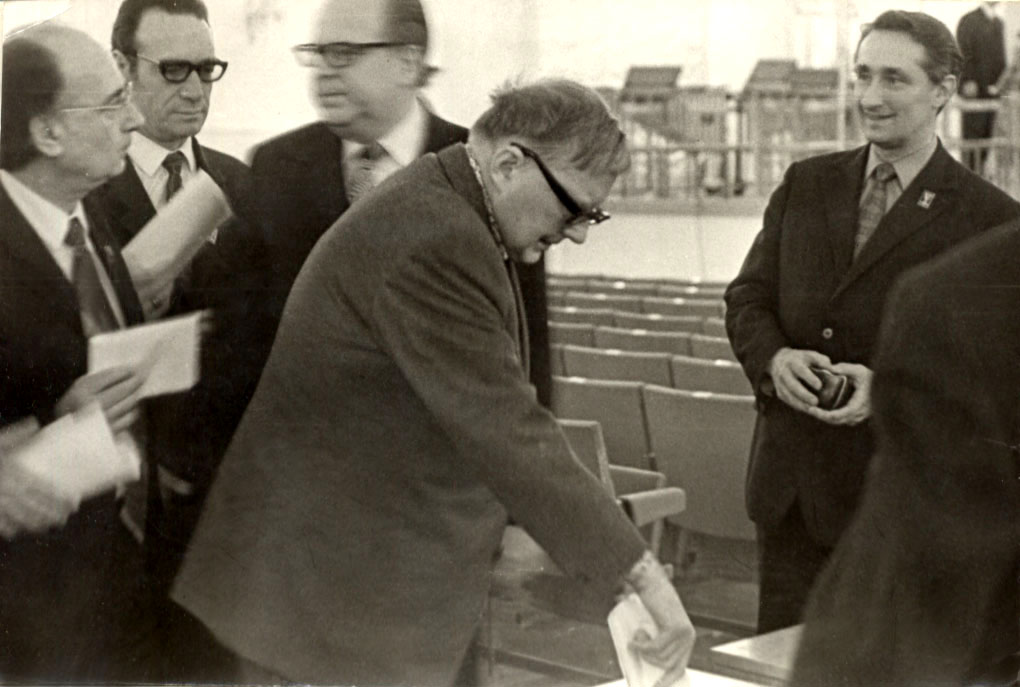
Shostakovich votando na eleição do Conselho de Administração dos Músicos Soviéticos em Moscou em 1974 (fotografia de Yuri Shcherbinin)

Apesar de sofrer de Esclerose lateral amiotrófica (ELA) ou alguma outra doença neurológica desde a década de 1950, Shostakovich insistiu em escrever toda a sua própria correspondência e música, mesmo quando sua mão direita tornou-se praticamente inutilizável. Seu último trabalho foi sua Viola Sonata, que foi apresentada oficialmente pela primeira vez em 1º de outubro de 1975.
Shostakovich sofria de câncer de pulmão. Sua morte é atribuída ao câncer ou insuficiência cardíaca, ambas doenças associadas ao tabagismo.
Shostakovich morreu em 9 de agosto de 1975 no Hospital Clínico Central de Moscou. Foi realizado um funeral cívico em sua homenagem; ele foi enterrado no Cemitério Novodevichy. De acordo com o New York Times, "ele era conhecido por ter sofrido de doenças cardíacas que datavam de sua hospitalização por um ataque cardíaco em 1964".

## Legado
Shostakovich deixou várias gravações de suas próprias obras para piano; outros intérpretes notáveis de sua música incluem Mstislav Rostropovich, Tatiana Nikolayeva, Maria Yudina, David Oistrakh, e membros do Quarteto de Beethoven.
A influência de Shostakovich em compositores posteriores fora da antiga União Soviética foi relativamente pequena. Sua influência pode ser vista em alguns compositores nórdicos, como Lars-Erik Larsson. Muitos de seus contemporâneos russos e seus alunos no Conservatório de Leningrado foram fortemente influenciados por seu estilo (incluindo German Okunev, Sergei Slonimsky e Boris Tishchenko, cuja Quinta Sinfonia de 1978 é dedicada à memória de Shostakovich). O idioma conservador de Shostakovich tornou-se cada vez mais popular entre o público, à medida que a influência da vanguarda diminuiu e o debate sobre suas opiniões políticas se desenvolveu.
A Península Shostakovich na Ilha Alexandre I, na Antártida, recebeu seu nome.

## Música

### Visão geral

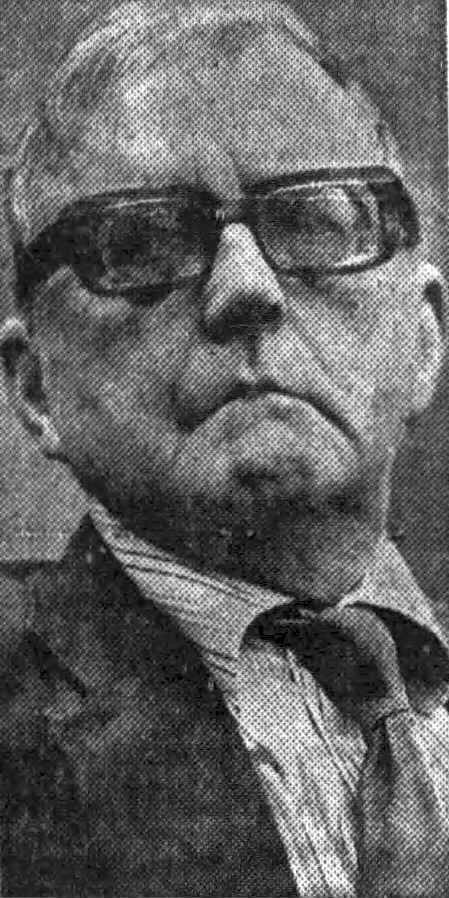
Shostakovich em junho de 1973

As obras de Shostakovich são amplamente tonais mas com elementos de atonalidade e cromatismo. Em algumas de suas obras posteriores (por exemplo, o Décimo Segundo Quarteto), ele fez uso de linhas de tom. Sua produção é dominada por seus ciclos de sinfonias e quartetos de cordas, cada um totalizando 15. As sinfonias são distribuídas de forma bastante equilibrada ao longo de sua carreira, enquanto os quartetos se concentram na última parte. Entre as mais populares estão a Quinta e a Sétima Sinfonia e o Oitavo e o Décimo Quinto Quarteto. Outras obras incluem as óperas Lady Macbeth de Mtsensk, O Nariz e a inacabada The Gamblers, baseada na comédia de Gogol; seis concertos (dois para piano, violino e violoncelo); dois trios de piano; e uma grande quantidade de músicas cinematográficas.
A música de Shostakovich mostra a influência de muitos dos compositores que ele mais admirava: Bach em suas fugas e passacaglias; Beethoven nos últimos quartetos; Mahler nas sinfonias; e Berg em seu uso de códigos musicais e citações. Entre os compositores russos, ele admirava particularmente Modest Mussorgsky, cujas óperas Boris Godunov e Khovanshchina ele reorquestrou; A influência de Mussorgsky é mais proeminente nas cenas invernais de Lady Macbeth e da Décima Primeira Sinfonia, bem como em obras satíricas como "Rayok".  A influência de Prokofiev é mais aparente nas primeiras obras para piano, como a primeira sonata e o primeiro concerto.  A influência da igreja russa e da música folclórica é evidente em suas obras para coro desacompanhado da década de 1950.
A relação de Shostakovich com Stravinsky era profundamente ambivalente; como ele escreveu para Glikman, "Stravinsky, o compositor que eu adoro. Stravinsky, o pensador que eu desprezo."  Ele estava particularmente apaixonado pela Sinfonia dos Salmos, apresentando uma cópia de sua própria versão para piano a Stravinsky quando este visitou a URSS em 1962. (O encontro dos dois compositores não foi muito bem-sucedido; observadores comentaram sobre o extremo nervosismo de Shostakovich e a "crueldade" de Stravinsky para com ele.) 
Depois de 1936, a música de Shostakovich tornou-se mais conservadora. Durante esse tempo, ele também compôs mais música de câmara. Enquanto suas obras de câmara eram em grande parte tonais, as obras de câmara tardias, que o Grove's Dictionary chama de "mundo de dormência purgatorial",  incluíam linhas de tom, embora ele as tratasse tematicamente em vez de serialmente. Trabalhos vocais também são uma característica proeminente de sua produção tardia.

### Temas judaicos
Na década de 1940, Shostakovich começou a mostrar interesse por temas judaicos. Ele ficou intrigado com a "capacidade da música judaica de construir uma melodia alegre em entonações tristes".  Exemplos de obras que incluíam temas judaicos são o Quarto Quarteto de Cordas (1949), o Primeiro Concerto para Violino (1948) e os Quatro Monólogos sobre Poemas de Pushkin (1952), bem como o Trio para Piano em Mi menor (1944). . Ele foi ainda mais inspirado a escrever com temas judaicos quando examinou a tese de Moisei Beregovski de 1944 sobre música folclórica judaica. 
Em 1948, Shostakovich adquiriu um livro de canções folclóricas judaicas, a partir do qual compôs o ciclo de canções From Jewish Folk Poetry. Inicialmente, ele escreveu oito canções destinadas a representar as dificuldades de ser judeu na União Soviética. Para disfarçar isso, ele acrescentou mais três destinadas a demonstrar a grande vida que os judeus tiveram sob o regime soviético. Apesar de seus esforços para esconder o real significado da obra, o Sindicato dos Compositores se recusou a aprovar sua música em 1949 sob a pressão do anti-semitismo que se apoderou do país. From Jewish Folk Poetry não pôde ser executada até depois da morte de Stalin em março de 1953, junto com todas as outras obras que foram proibidas. 

### Auto-citações
Ao longo de suas composições, Shostakovich demonstrou um uso controlado de citações musicais. Essa escolha estilística era comum entre os compositores anteriores, mas Shostakovich a transformou em uma característica definidora de sua música. Ao invés de citar outros compositores, Shostakovich preferiu citar a si mesmo. Musicólogos como Sofia Moshevich, Ian McDonald e Stephen Harris conectaram suas obras por meio de suas citações. 
Um exemplo é o tema principal da ária de Katerina, Seryozha, khoroshiy moy, do quarto ato de Lady Macbeth do distrito de Mtsensk . A beleza da ária surge como uma lufada de ar fresco no tom intenso e dominador da cena, em que Katerina visita seu amante Sergei na prisão. O tema se torna trágico quando Sergei a trai e encontra um novo amante ao culpar Katerina por seu encarceramento. 
Mais de 25 anos depois, Shostakovich citou esse tema em seu Oitavo Quarteto de Cordas. No meio dos temas opressivos e sombrios deste quarteto, o violoncelo introduz o tema Seryozha "no tom 'brilhante' de Fá sustenido maior" cerca de três minutos após o quarto movimento. Este tema surge mais uma vez em seu Décimo Quarto Quarteto de Cordas. Tal como no Oitavo Quarteto, o violoncelo introduz o tema, que aqui serve de dedicatória ao violoncelista do Quarteto de Cordas de Beethoven, Sergei Shirinsky.

### Publicações póstumas
Um amigo compositor subornou a empregada doméstica de Shostakovich para entregar regularmente o conteúdo da lixeira do escritório de Shostakovich para ele, em vez de jogá-lo no lixo. Alguns desses rejeitados finalmente encontraram seu caminho para o Glinka. . . . O arquivo Glinka "continha um grande número de peças e composições que eram completamente desconhecidas ou podiam ser rastreadas indiretamente", disse Digonskaya.
Entre eles estavam os esboços vocais e de piano de Shostakovich para o prólogo de uma ópera, Orango (1932). Foram orquestrados pelo compositor britânico Gerard McBurney e estreados em dezembro de 2011 pela Filarmônica de Los Angeles sob a regência de Esa-Pekka Salonen.

### Reputação
De acordo com McBurney, a opinião está dividida sobre se a música de Shostakovich é "de poder visionário e originalidade, como alguns afirmam, ou, como outros pensam, derivada, inútil, vazia e de segunda mão".  William Walton, seu contemporâneo britânico, descreveu-o como "o maior compositor do século XX". O musicólogo David Fanning conclui no Grove's Dictionary que "Em meio às pressões conflitantes dos requisitos oficiais, o sofrimento em massa de seus compatriotas e seus ideais pessoais de serviço humanitário e público, ele conseguiu forjar uma linguagem musical de colossal poder emocional." 
Alguns compositores modernos foram críticos. Pierre Boulez descartou a música de Shostakovich como "a segunda, ou mesmo a terceira prensagem de Mahler".  O compositor romeno e discípulo de Webern, Philip Gershkovich, chamou Shostakovich de "um hack em transe".  Uma reclamação relacionada é que o estilo de Shostakovich é vulgar e estridente: Stravinsky escreveu sobre Lady Macbeth: "martelando brutalmente... e monótono".  O compositor e musicólogo inglês Robin Holloway descreveu sua música como "cinza-encouraçado em melodia e harmonia, funcional em estrutura; no conteúdo toda retórica e coerção".
Na década de 1980, o maestro e compositor finlandês Esa-Pekka Salonen criticou Shostakovich e se recusou a reger sua música. Por exemplo, ele disse em 1987:

Shostakovich é, de muitas maneiras, uma contra-força polar para Stravinsky. ... Quando eu disse que a 7ª sinfonia de Shostakovich é uma composição monótona e desagradável, as pessoas responderam: "Sim, sim, mas pense no pano de fundo dessa sinfonia." Tal atitude não faz bem a ninguém.
Desde então, Salonen executou e gravou várias das obras de Shostakovich, inclusive liderando a estreia mundial de Orango, mas rejeitou a Quinta Sinfonia como "superestimada", acrescentando que era "muito suspeito de coisas heróicas em geral".
Shostakovich se apropria extensivamente do material e estilos de compositores anteriores e da música popular; a vulgaridade da música "baixa" é uma influência notável neste "maior dos ecléticos".  McBurney atribui isso aos círculos artísticos de vanguarda do início do período soviético em que Shostakovich se mudou no início de sua carreira e argumenta que esses empréstimos foram uma técnica deliberada para permitir que ele criasse "padrões de contraste, repetição, exagero" que deu à sua música uma estrutura de grande escala. 

## Personalidade

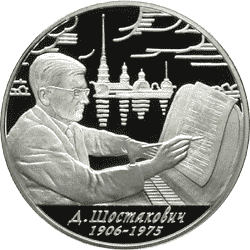
Moeda comemorativa do Banco Central da Rússia - Série: "Personalidades Notáveis da Rússia", 100º aniversário do nascimento de D.D. Shostakovich, 2 rublos, reverso.

Shostakovich era em muitos aspectos um homem obsessivo: de acordo com sua filha, ele era "obcecado por limpeza".  Ele sincronizava os relógios de seu apartamento e regularmente enviava cartões para si mesmo para testar o funcionamento do serviço postal. Shostakovich: A Life Remembered, de Elizabeth Wilson, registra 26 referências a seu nervosismo. Mikhail Druskin lembra que, mesmo quando jovem, o compositor era "frágil e nervosamente ágil".  Yuri Lyubimov comenta: "O fato de ele ser mais vulnerável e receptivo do que as outras pessoas foi, sem dúvida, uma característica importante de seu gênio."  Mais tarde na vida, Krzysztof Meyer lembrou, "seu rosto era um saco de tiques e caretas". 
Nos humores mais leves de Shostakovich, o esporte era uma de suas principais recreações, embora ele preferisse assistir ou arbitrar a participar (ele era um árbitro de futebol qualificado). Seu clube de futebol favorito era o Zenit Leningrado (agora Zenit Saint Petersburg), ao qual ele assistia regularmente. Ele também gostava de jogos de cartas, principalmente paciência.
Shostakovich gostava de escritores satíricos como Gogol, Chekhov e Mikhail Zoshchenko. A influência de Zoshchenko em particular é evidente em suas cartas, que incluem paródias irônicas do oficialismo soviético. Zoshchenko notou as contradições no caráter do compositor: "ele é ... frágil, frágil, retraído, uma criança infinitamente direta e pura ... [mas também] duro, ácido, extremamente inteligente, forte talvez, despótico e não totalmente bom- natural (embora cerebralmente de boa índole)."
Shostakovich era tímido por natureza: Flora Litvinova disse que ele era "completamente incapaz de dizer 'não' a ninguém".  Isso significava que ele foi facilmente persuadido a assinar declarações oficiais, incluindo uma denúncia de Andrei Sakharov em 1973.  Sua viúva disse mais tarde a Helsingin Sanomat que seu nome foi incluído sem sua permissão. Mas ele estava disposto a tentar ajudar os constituintes em suas funções de presidente do Sindicato dos Compositores e deputado do Soviete Supremo. Oleg Prokofiev disse, "ele tentou ajudar tantas pessoas que... cada vez menos atenção foi dada aos seus apelos."   Quando perguntado se ele acreditava em Deus, Shostakovich disse: "Não, e eu sinto muito por isso. 

## Ortodoxia e revisionismo
A resposta de Shostakovich às críticas oficiais e se ele usou a música como uma espécie de dissidência encoberta é uma questão controversa. Ele se conformava externamente com as políticas e posições do governo, lendo discursos e colocando seu nome em artigos que expressavam a linha do governo.  Mas é evidente que ele não gostava de muitos aspectos do regime, como confirmado por sua família, suas cartas a Isaac Glikman e a cantata satírica "Rayok", que ridicularizava a campanha "antiformalista" e foi mantida escondida até depois sua morte.  Ele era um amigo próximo do marechal da União Soviética Mikhail Tukhachevsky, que foi executado em 1937 durante o Grande Expurgo.
Também é incerto até que ponto Shostakovich expressou sua oposição ao estado em sua música. A visão revisionista foi apresentada por Solomon Volkov no livro Testimony de 1979, que afirmava ser as memórias de Shostakovich ditadas a Volkov. O livro alegou que muitas das obras do compositor continham mensagens antigovernamentais codificadas, colocando Shostakovich em uma tradição de artistas russos burlando a censura que remonta pelo menos a Alexander Pushkin. Ele incorporou muitas citações e motivos em seu trabalho, principalmente sua assinatura musical DSCH. Seu colaborador musical de longa data, Yevgeny Mravinsky, disse: "Shostakovich frequentemente explicava suas intenções com imagens e conotações muito específicas." 
A perspectiva revisionista foi posteriormente apoiada por seus filhos, Maxim e Galina, embora Maxim tenha dito em 1981 que o livro de Volkov não era obra de seu pai. Volkov argumentou ainda, tanto em Testemunho quanto em Shostakovich e Stalin, que Shostakovich adotou o papel do yurodivy ou santo tolo em suas relações com o governo.
Maxim Shostakovich também comentou sobre Testimony e Volkov de forma mais favorável desde 1991, quando o regime soviético caiu. Para Allan B. Ho e Dmitry Feofanov, ele confirmou que seu pai havia lhe contado sobre "conhecer um jovem de Leningrado que conhece sua música extremamente bem" e que "Volkov se encontrou com Shostakovich para trabalhar em suas reminiscências". Maxim disse repetidamente que é "um apoiador tanto do Testemunho quanto de Volkov". Outros revisionistas proeminentes são Ian MacDonald, cujo livro The New Shostakovich apresentou mais interpretações revisionistas de sua música, e Elizabeth Wilson, cujo Shostakovich: A Life Remembered fornece testemunho de muitos dos conhecidos do compositor.
Músicos e estudiosos, incluindo Laurel Fay e Richard Taruskin, contestaram a autenticidade e debateram a importância de Testimony, alegando que Volkov o compilou a partir de uma combinação de artigos reciclados, fofocas e possivelmente algumas informações diretamente do compositor. Fay documenta essas alegações em seu artigo de 2002 " Testemunho de Volkov reconsiderado",  mostrando que as únicas páginas do manuscrito original do Testemunho que Shostakovich assinou e verificou são reproduções palavra por palavra de entrevistas anteriores que ele deu, nenhuma das quais são controverso. Ho e Feofanov contestaram que pelo menos duas das páginas assinadas contêm material controverso: por exemplo, "na primeira página do capítulo 3, onde [Shostakovich] observa que a placa que diz 'Nesta casa viveu [Vsevolod] Meyerhold ' deveria também dizem 'E nesta casa sua esposa foi brutalmente assassinada'." 

## Registros

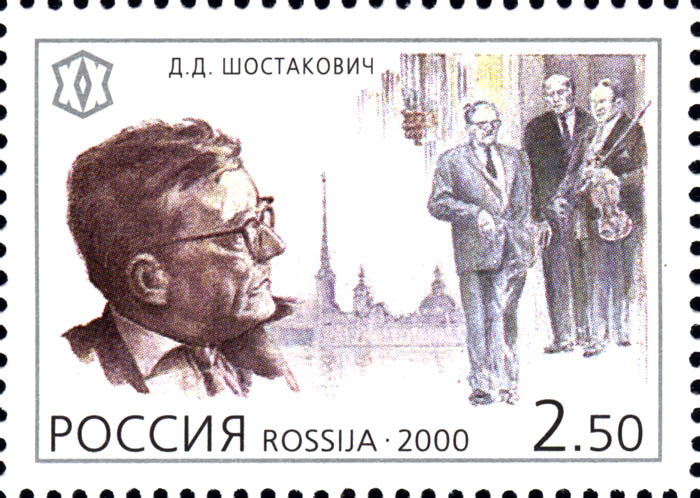
Um selo russo em homenagem a Shostakovich, publicado em 2000

Em maio de 1958, durante uma visita a Paris, Shostakovich gravou seus dois concertos para piano com André Cluytens, além de algumas obras curtas para piano. Estes foram lançados em LP pela EMI e posteriormente reeditados em CD. Shostakovich gravou os dois concertos em estéreo em Moscou para Melodiya. Shostakovich também tocou os solos de piano em gravações da Sonata para Violoncelo, Op. 40 com o violoncelista Daniil Shafran e também com Mstislav Rostropovich; a Sonata para Violino, Op. 134, em gravação privada feita com o violinista David Oistrakh; e o Trio para Piano, Op. 67 com o violinista David Oistrakh e o violoncelista Miloš Sádlo. Há também um curto noticiário de Shostakovich como solista em uma apresentação de concerto dos anos 1930 nos momentos finais de seu primeiro concerto para piano. Um filme colorido de Shostakovich supervisionando o renascimento soviético de O Nariz em 1974 também foi feito.

## Prêmios
- Ordem da Bandeira Vermelha do Trabalho (1940) [156]
- Prêmio Estatal Stalin de Artes (1941, 1941, 1942, 1946, 1946, 1948, 1949, 1949, 1949, 1950, 1952) [157] [158]
- Ordem de Lenin (1946, 1956, 1966) [11]
- Artista do Povo da República Socialista Federativa Soviética Russa (1948)[58]
- Artista do Povo da União Soviética (1954) [159]
- Prêmio Internacional da Paz (1954) [159]
- Prêmio Lenin (1958) [160]
- Prêmio Sibelius (1958)
- Oscar pela Melhor Partituda (1961)
- Herói do Trabalho Socialista (1966) [161]
- Medalha de Ouro da Sociedade Filarmônica Real (1966)
- Condecoração pelos Serviços à República da Áustria (1967)
- Ordem da Revolução de Outubro (1971) [162]
- Ordem do Amizade das Pessoas (1972)
- Prêmio Estadual Glinka da RSFSR (1974) [162]
- Prêmio Sonning (1974)
- Prêmio Nacional Shevchenko (1976; póstumo)

### Títulos acadêmicos
- Membro da Academia Real de Ciências, Letras e Belas Artes da Bélgica (1960) [163]

### Outros prêmios
- Prêmio de Música Léonie Sonning (1973) [164]
- Prêmio Wihuri Sibelius (1958) [160]
- Medalha de Ouro da Royal Philharmonic Society (1966) [165]

Em 1962, ele foi indicado ao Oscar de Melhor Trilha Sonora de um Filme Musical por Khovanshchina (1959).

## No Brasil
Sua obra é mais executada a partir dos anos 90 sobretudo pela OSESP, a Orquestra Sinfônica do Estado de São Paulo com regência de John Neschling. Esta orquestra tem se destacado em interpretações de alto nível, sobre composições do fim do século XIX até meados do XX.
Há uma biografia no Brasil por Lauro Machado Coelho pela Editora Perspectiva, Shostakóvitch: Vida, Música, Tempo.